# Shyqry Shala
Shyqry Shala (Kavajë, 5 luglio 1965) è un ex calciatore albanese, di ruolo difensore.

## Carriera

### Nazionale
Ha collezionato 2 presenze con la Nazionale albanese.